# Вулиця Академіка Грушевського (Рівне)
Ву́лиця Акаде́міка Груше́вського — одна з вулиць у центральній частині міста Рівне. Вулиця названа на честь голови Української Центральної Ради, історика, академіка Михайла Грушевського.
Вулиця на ділі є продовженням вулиці Богоявленської після перетину з вулицею Гагаріна. Вона пролягає на південь і закінчується на перехресті з вулицею Київською, за яким переходить у вулицю Відінську.
Чинна назва вулиці встановлена рішенням міськвиконкому від 18 вересня 1991 року.